# Rhipsalis neves-armondii f. megalantha
A Rhipsalis neves-armondii f. megalantha egy, az alapfajnál nagyobb virágú epifita kaktusz.

## Jellemzői
Epifita növény, kezdetben felegyenesedő, majd idősen csüngő habitusú hajtásokkal, ágai elérhetik a 10 mm vastagságot. Areolái az alapfajnál kifejezettebbek, különösen virágzás után. Virágai nagyok, 40 mm átmérőjűek, szirmai fehérek. Porzószálai narancssárgák a tövükön, majd rózsaszínűvé válnak. Bibéje a porzóknál hosszabb, 6-8 lobusban végződik. Termése fehér szőrökkel körülvett, kisebb méretű, 6 mm átmérőjű fehér vagy pirosas bogyó, magjai barnák.

## Elterjedése
Brazília, São Sebastiano szigete.